# HenLee
HenLee（へんりー）は、日本のロックバンド。東京・渋谷を中心に活動中。

## メンバー
- Saji - ボーカル
- ショウヘイ - ギター
- ナカムラケント - ベース（リーダー）
- ヒロシ - ドラム（2015年12月20日 - ）

### 元メンバー
- ケンさん - ドラム（2010年8月 - 2012年10月19日）
- MATSU-JUN - ドラム（2012年11月1日 - 2015年12月20日[2]）

## 来歴
- 2010年8月、結成[3]。バンド名は「シーラカンス」。
- 2010年9月17日 - 新大久保CLUB Voiceにて初ライブを行う。
- 2010年10月27日 - バンド名を「ヘンリー」に改名。
- 2011年3月25日 - 自主制作のデモCD『Where is henry?』をリリース。
- 2011年6月7日 - RO69JACK 2011入賞。
- 2011年11月29日 - 自主制作のCD『fresh.ep』をリリース。
- 2013年4月26日 - 「HenLee」に改名を発表。
- 2013年7月17日 - 1st mini Album『Dance Pit Mother Fucker』リリース。
  - 渋谷タワーレコードJ-PUNKチャート初登場2位。USENインディーズランキング4位。
- 2014年8月28日 - Red Bull Live on the Road 2014優勝。
- 2014年11月15日、Slipknot主催のロックフェスティバル、「KNOTFEST(ノットフェス)」にOPENING ACTとして出場。
- 2014年11月26日 - 2nd mini Album『DANCER'S PIT ANTHEM』リリース。
- 2015年8月19日 - 1st Single 『Los "DANCE" Angeles e.p』リリース。
- 2019年、4年振りとなる会場限定1st single「One Last Dance」をリリース。マスクを脱ぎ捨てたHenLeeの新章幕開けとなった。

## ミュージックビデオ
| 監督   | 曲名                                                           |
| ------ | -------------------------------------------------------------- |
| 松井涼 | 「Are You Drunk?」「Tonight」「BREAK SUGAR」「One Last Dance」 |

## 主なライブ

### 主催ライブ
- 2011年3月25日 - Where is Henry?
- 2011年11月29日 - MAJIME Ni FUMAJIME
- 2013年4月26日 - ALWAYS HANGOVER Vol.1
- 2013年7月28日 - ALWAYS HANGOVER Vol.2
- 2013年11月23日 - ALWAYS HANGOVER Vol.3
- 2014年2月4日 - ONE SHOT ONE KILL vol.1
- 2014年3月4日 - ONE SHOT ONE KILL vol.2
- 2014年4月4日 - ONE SHOT ONE KILL vol.3
- 2014年8月31日 - SAJIROCK FESTIVAL 2014
- 2015年8月30日 - SAJIROCK FESTIVAL 2015
- 2016年8月30日 - SAJIROCK FESTIVAL 2016
- 2016年10月30日 - UDAGAWA HALLOWEEN〜Trick or Rock〜
- 2017年8月30日 - SAJIROCK FESTIVAL 2017
- 2018年8月30日 - SAJIROCK FESTIVAL 2018
- 2019年8月30日 - SAJIROCK FESTIVAL 2019

### 出演ライブ
- 2013年1月13日 - ANGRY FROG REBIRTH presents「UNDER THE DEAD」
- 2013年7月20日 - ANGRY FROG REBIRTH presents「UNDER THE DEAD Vol.3」
- 2013年10月14日 - MINAMI WHEEL 2013
- 2013年10月19日 - NAGO-STEP!!!2013
- 2013年11月16日 - GRANDLINE2013
- 2013年12月21日 - UPLIFT SPICE ØØØ TOUR 2013-2014 & O-Crest 10th Anniversary
- 2014年6月26日・29日 - ANGRY FROG REBIRTH BRAVE NEW WORLD Tour2014 -9Cities-
- 2014年7月2日 - SWANKY DANK presents SWANKY DANK "Circles" tour
- 2014年9月10日〜11月9日 - ANGRY FROG REBIRTH BRAVE NEW WORLD Tour 2014～2015 -1都1道2府43県- Series-1
- 2014年8月16日 - SUMMER SONIC 2014
- 2014年8月28日 - Red Bull Live on the Road 2014 FINAL STAGE
- 2014年10月26日 - girugamesh 2014-2015 tour "gravitation"
- 2014年11月15日 - KNOTFEST JAPAN 2014
- 2015年1月17日 - ANGRY FROG REBIRTH presents 「UNDER THE DEAD vol.5」
- 2015年1月18日 - GRANDLINE 2015
- 2015年1月24日〜2月11日 - ANGRY FROG REBIRTH BRAVE NEW WORLD Tour 2014～2015 -1都1道2府43県- Series-2
- 2015年2月13日〜15日 - Anny 泣いてもいいやんつあー2015
- 2015年3月22日 - SANUKI ROCK COLOSSEUM 2015
- 2015年4月12日 - at Anytime「SEVEN MORNING TOUR 2015」
- 2015年4月14日〜18日 - SiM WE HATE COLD TOUR 2015
- 2015年5月10日 - This is Not a Business"CROWN TOUR"
- 2015年5月15日 - Radical Radio "All the world's a stage TOUR"
- 2015年5月23日 - SECRET 7 LINE pre.THICK FESTIVAL 2015
- 2015年6月7日 - SCREAM OUT FEST 2015
- 2015年8月15日 - SUMMER SONIC 2015
- 2018年10月8日 - JUNGLE☆LIFE MAGAZINE presents 肉フェス

## メディア出演

### ラジオ
- 2013年8月6日 - RADIO DRAGON（TOKYO FM）
- 2015年2月24日 - echoes（FM長野）